# خوربوو-کولونگا
خوربوو-کولونگا (به لهستانی:  Horbów-Kolonia) یک روستا در لهستان است که در گمینا زالشه واقع شده‌است.